# Micromisumenops
Micromisumenops là một chi nhện trong họ Thomisidae.